# Ablemma
Ablemma là một chi nhện trong họ Tetrablemmidae.